# 火纹腹链蛇
火纹腹链蛇（学名：Hebius igneus），一种分布于越南、泰国及中国云南省南部等地区的爬行动物，隶属于水游蛇科东亚腹链蛇属。